# Vom goldenen Handwerk
Vom goldenen Handwerk ist ein Kinderbuch, das von Alfred Könner geschrieben wurde. Die Illustrationen stammen vom Künstlerehepaar Elfriede und Eberhard Binder.
Das Buch erschien 1986 in der ersten Auflage im Altberliner Verlag in der Schlüsselbuch-Reihe (Westdeutsche Lizenzausgabe im Bitter-Verlag Recklinghausen).

## Inhalt
In dem Buch werden verschiedene Tätigkeiten von Handwerkern auf sechs Doppelseiten vorgestellt. Auf die illustrierten Doppelseiten folgt jeweils eine Doppelseite, auf der mit weiteren kleinen Bildern und Beschreibungen das jeweilige Handwerk vorgestellt wird. Dabei werden die Arbeitsmittel des jeweiligen Handwerkers, seine hergestellten Produkte und die einzelnen Arbeitsabläufe erläutert. Zusätzlich wird auf die geschichtliche Entwicklung des entsprechenden Handwerks eingegangen. Passend dazu sind die Handwerker auf den Doppelseiten in historischen Szenen dargestellt.
Das erste vorgestellte Handwerk ist die Töpferei; dabei werden sowohl die Tätigkeiten in der Werkstatt als auch beim Verkauf auf dem Markt gezeigt. Die nächste Doppelseite zeigt die Arbeit von Spinnerin und Weber, es folgt die Arbeit der Müller in Wasser- und Windmühlen. Auf den beiden folgenden Doppelseiten wird die Arbeit der Schmiede sowie der Zimmerleute und Tischler illustriert. Das letzte vorgestellte Handwerk im Buch ist der Buchdruck mit Setzern und Druckern.
Auf den ersten Buchdeckelinnenseiten werden handwerkliche Arbeiten in der Urgesellschaft gezeigt, auf der letzten Buchdeckelinnenseite ist die Arbeit von Stellmachern dargestellt, die eine Kutsche herstellen.